# 1902年逝世人物列表
1902年逝世人物列表：1月 - 2月 - 3月 - 4月 - 5月 - 6月 - 7月 - 8月 - 9月 - 10月 - 11月 - 12月
下面是1902年逝世的知名人士列表。

## 1-6月

### 1月5日
- 馬蒂斯·卡琳·厄斯多特，瑞典女商人

### 1月11日
- 約翰尼·布裡格斯，英國板球運動員

### 1月30日
- 弗朗索瓦·克勞德·杜巴雷爾，法國將軍兼戰爭部長

### 2月6日
- 克萊門斯·羅耶，法國學者

### 2月10日
- G·W·考克斯，英國歷史學家

### 2月15日
- 維果·霍魯普，丹麥政治家

### 2月18日
- 阿爾伯特·比爾施塔特，德裔美國風景畫家[1]

### 2月24日
- 塞缪尔·罗森·加德纳，英國歷史學家

### 2月26日
- 愛德華·亨利·庫珀，英國軍官和政治家

### 2月27日
- Breaker Morant，澳大利亞士兵（被處決）
- 彼得·漢德科克，澳大利亞士兵（被處決）

### 3月12日
- 约翰·彼得·阿尔特吉尔德，美國政治家

### 3月15日
- 理查·坦普爾，英國印度殖民地行政長官

### 3月23日
- 卡爾曼·蒂薩，匈牙利政治家、前總理

### 3月26日
- 塞西尔·罗兹，英帝國主義者

### 3月29日
- 安德魯·克拉克，英國軍官和殖民地總督

### 4月3日
- 埃絲特·霍巴特·莫裡斯，美國女權主義法官

### 4月5日
- 汉斯·恩斯特·奥古斯特·比希纳，德国细菌学家

### 4月8日
- 第一代金伯利伯爵約翰·沃德豪斯，英國政治家

### 4月11日
- 韋德·漢普頓三世，邦聯士兵和南卡羅來納州政治家[2]

### 4月15日
- 儒勒·達洛，法國雕塑家[3]

### 4月17日
- 加的斯公爵弗朗西斯，西班牙前國王妃子

### 4月19日
- 漢斯·馮·佩希曼，德國化學家

### 4月26日
- 拉撒路·福克斯，德國數學家

### 4月27日
- 朱利葉斯·斯特林·莫頓，美國農業部長，美國植樹節創辦者

### 4月28日
- 索爾·史密斯·羅素，美國喜劇演員

### 5月
- 哈麗特·阿博特·林肯·柯立芝，美國慈善家、作家和改革家

### 5月1日
- 歌連臣，英國皇家工兵部隊測量師。

### 5月5日
- 佈雷特·哈特，美國作家[4]

### 5月6日
- 瑪莎·佩里·洛，美國社會活動家和召集人
- 威廉·桑普森，美國海軍上將

### 5月7日
- 阿戈斯蒂諾·羅斯切利，義大利神父，聖母瑪絲修女學院創始人

### 5月26日
- 让-约瑟夫·本杰明-康斯坦特，法國畫家
- 阿爾蒙·布朗·斯特羅格，美國發明家

### 6月5日
- 路易士·魏希曼，亞伯拉罕·林肯遇刺的美國證人

### 6月8日
- 查理斯·英格斯，美國先驅，蘿拉·英格斯·懷德的父親

### 6月10日
- 傑辛特·韋爾達格爾，加泰羅尼亞詩人[5]
- 奧古斯特·施密特，德國教育家、活動家

### 6月12日
- 罗伯特·查普曼，是一位牧師、教師和福音傳教士.

### 6月18日
- 塞繆爾·巴特勒，反傳統英國作家[6]

### 6月19日
- 阿爾貝，薩克森國王
- 第一代阿克頓男爵約翰·達爾伯格-阿克頓，英國歷史學家、自由主義者

## 7-12月

### 7月4日
- 斯瓦米·維韋卡南達，印度宗教領袖

### 7月6日
- 瑪麗亞·戈雷蒂，義大利羅馬天主教處女、殉道者和聖人

### 7月16日
- 亨利·鄧寧·麥克勞德，蘇格蘭經濟學家

### 7月18日
- 西鄉從道，日本將軍、海軍上將和政治家

### 7月27日
- 古斯塔夫·特魯維，法國電氣工程師和發明家

### 8月8日
- 詹姆斯·天梭，法國藝術家[7]

### 8月31日
- 瑪蒂德·魏森東克，德國詩人[8]

### 9月5日
- 鲁道夫·菲尔绍，德國科學家、政治家

### 9月6日
- 弗雷德里克·阿貝爾，英國化學家
- 哈默頓·基利克，海地海軍上將
- 溫菲爾德·斯科特·斯特拉頓，美國礦業勘探者和慈善家

### 9月15日
- 霍勒斯·格雷，美國法學家

### 9月18日
- 索爾柏格·拉普，瑞典社會改革家

### 9月19日
- 正岡子規，日本俳句中興改革者。

### 9月23日
- 约翰·威斯利·鲍威尔，美國探險家

### 9月26日
- 李维·斯特劳斯，德國出生的美國李維斯牛仔褲發明者

### 9月29日
- 威廉·麥格，蘇格蘭詩人[9]
- 埃米尔·左拉，法國作家

### 9月30日
- 詹姆斯·愛德華·朱埃特，美國海軍上將

### 10月6日
- 约翰·贺尔·格莱斯顿，英国化学家。
- 劉坤一，清朝重要官員，洋務運動後期領導者。

### 10月25日
- 弗蘭克·諾里斯，美國小說家[10]

### 10月26日
- 伊麗莎白·凱迪·斯坦頓，美國作家和行動主義者，19世紀美國女權運動領袖

### 11月4日
- 黑爾·約翰遜，美國政治家

### 11月17日
- 休·普萊斯·休斯，威爾士社會改革家

### 11月22日
- 弗里德里希·阿爾弗雷德·克虜伯，德國實業家
- 沃爾特·里德，美國軍醫[11]

### 12月2日
- 理查德·贝尔克雷迪伯爵，奧地利帝國政治家。

### 12月3日
- 普鲁登特·德·莫拉伊斯，巴西第三任總統
- 羅伯特·勞森，紐西蘭建築師

### 12月4日
- 查理斯·道，美國記者，道琼斯公司聯合創始人

### 12月5日
- 約翰內斯·維斯切努斯，德國化學家

### 12月6日
- 愛麗絲·弗里曼·帕爾默，美國教育家

### 12月7日
- 湯瑪斯·納斯特，美國漫畫家、漫畫家[12]

### 12月11日
- 瑪麗·馬修斯·亞當斯，愛爾蘭出生的美國慈善家

### 12月14日
- 裘莉婭·格蘭特，美國第一夫人

### 12月22日
- 理查德·冯·克拉夫特-埃宾，德國性學家

### 12月23日
- 弗雷德里克·坦普爾，坎特伯雷大主教

### 12月25日
- 扬·戈特利布·布洛赫，波蘭銀行家、鐵路金融家